# Дуеньяс
Дуеньяс (ісп. Dueñas) — муніципалітет в Іспанії, у складі автономної спільноти Кастилія-і-Леон, у провінції Паленсія. Населення — 2922 особи (2010).
Муніципалітет розташований на відстані близько 180 км на північний захід від Мадрида, 15 км на південь від Паленсії.
На території муніципалітету розташовані такі населені пункти: (дані про населення за 2010 рік)
- Дуеньяс: 2858 осіб
- Сан-Ісідро-де-Дуеньяс: 56 осіб
- Кампонеча: 8 осіб

## Демографія
Динаміка населення (INE ):